# AFCチャンピオンズリーグにおける日本のサッカークラブ
AFCチャンピオンズリーグにおける日本のサッカークラブでは、アジアサッカー連盟（AFC）が主催するAFCチャンピオンズリーグエリートおよびAFCチャンピオンズリーグ2における日本のサッカークラブの立ち位置・出場履歴・成績等についてを記述する。

## 出場条件

### アジアクラブ選手権（ACC）
出場資格は各国リーグ戦の前年度シーズン（日本は日本サッカーリーグ1部→Jリーグ/Jリーグ ディビジョン1）の年間優勝クラブがエントリーできた。ただし、1993-94年の第13回大会における日本の代表クラブについては、1992年が日本サッカーリーグからJリーグへの移行期間で日本国内のレギュラーリーグが行われなかったため、その年に唯一開催されたJリーグの公式戦であるヤマザキナビスコカップ1992の優勝クラブであるヴェルディ川崎が、そのまま国内リーグ戦優勝クラブと見なされて出場した。

### AFCチャンピオンズリーグ（ACL）

#### 2002年大会 - 2008年大会
日本の出場枠は2クラブ（日本のクラブが前年度のACLで優勝した場合のみ3クラブ）。優先順位は以下の順番であった。
- ACLの前年度優勝クラブ
- Jリーグ・J1の前年度優勝クラブ
- 天皇杯の前々年度優勝（前年決勝勝者）クラブ

上記に重複するクラブがある場合、以下の優先順位で繰り上げクラブを決定した。
1. Jリーグ・J1の前年度2位クラブ
2. 天皇杯の前々年度準優勝（前年決勝敗者）クラブ
3. Jリーグ・J1の前年度3位クラブ

天皇杯は2シーズン前の優勝クラブに出場権が与えられており、選手コンディションや試合会場の調整、あるいはJ2以下のカテゴリ所属が出場する場合の日程の問題などが絡むことがあった。例えば、2004年度に天皇杯優勝した東京Vは、2005年のJ1で17位以下となったためJ2降格した状態で2006年のACL大会を迎えており、本来なら今大会の出場資格を失うが、クラブ側がACL出場の意向を示し、2006年度のJ2の日程を変更した上で出場した。
このようなケースに備えて、出場クラブの見直し（Jリーグカップの優勝クラブ、あるいはJ1の2位クラブなどに出場させる案）が検討されていた。

#### 2009年大会 - 2023/24年大会
日本からの出場が4クラブに増えるのに伴い、以下のクラブに変更された。
- Jリーグ・J1の前年度1位〜3位クラブ
- 天皇杯の前年度優勝クラブ
  - ただし天皇杯の前年度優勝クラブが、J1の3位以内に入った場合は、J1の4位クラブが繰り上げ出場となる。

天皇杯の優勝クラブは、前々年度優勝クラブから前年度優勝クラブへ変更されたため、2007年度の天皇杯優勝クラブに出場権は与えられないことになった。
なお、ACLの前年度優勝クラブの出場枠は撤廃（2021年度は採用）。

### AFCチャンピオンズリーグエリート （ACLE）/AFCチャンピオンズリーグ2 （ACL2）
2024/25年大会以降は、AFCクラブ競技会がAFCチャンピオンズリーグエリート (ACLE)とAFCチャンピオンズリーグ2 (ACL2)とAFCチャレンジリーグ (ACGL)の3大会に再編された。各国協会の出場枠は、AFCクラブコンペティションランキングに基づいて以下のとおり決定される。
- 東地区1位: ACLE本大会3枠、ACL2本大会1枠
- 東地区2位・3位: ACLE本大会2枠、ACLEプレリミナリーステージ（プレーオフ）1枠、ACL2本大会1枠

（4位以下の場合については省略）

#### 2024/25年大会
まず、日本はAFCクラブコンペティションランキングに基づいて、ACLE本大会に3クラブ、ACL2本大会に1クラブが出場する。優先順位は以下の通り。
- ACLE出場
  - 第1枠: J1リーグ優勝クラブ
  - 第2枠: 天皇杯優勝クラブ
  - 第3枠: J1リーグ2位クラブ
- ACL2出場
  - 第4枠：J1リーグ3位クラブ
- 重複チームがあった場合の繰り上げは、J1の4位以下のチームが順次対象となる。

#### 2025/26年大会 -
2025/26年大会以降は、天皇杯優勝クラブに与えられていたACLE出場権はJ1リーグ3位クラブに与えられ、天皇杯優勝クラブはACL2の出場権が与えられることとなった。
- ACLE出場
  - 第1枠: J1リーグ優勝クラブ
  - 第2枠: J1リーグ2位クラブ
  - 第3枠: J1リーグ3位クラブ
- ACL2出場
  - 第4枠：天皇杯優勝クラブ
- 重複チームがあった場合の繰り上げは、J1の4位以下のチームが順次対象となる。

ただし、前年度のACLEおよびACL2で優勝チームが出た場合は、以下の特例が行われる。
- ACLE優勝チームが出た場合は、該当クラブは第1枠目の扱いで出場枠を獲得。J1の1位、2位のクラブがそれぞれ第2枠、第3枠に繰り下がり、J1の3位のクラブは出場資格を得られない（日本の出場枠は合計4枠で変わらず）。
- ACL2優勝チームが出た場合は、該当クラブは「第5枠」のチームとなり、ACLEのプレリミナリーステージ（プレーオフ）に出場する。プレーオフに勝利した場合はACLE本選、敗退した場合はACL2本選に出場する（日本の出場枠が増加する）。ただし、ACL2優勝チームがJ1リーグの成績によりACLE出場権を得ていた場合は、日本の出場枠は影響を受けない。

#### 2026/27年大会
2026/27シーズンのACLEおよびACL2の出場権については、Jリーグが2026年からシーズン移行することに伴い以下の扱いとなる。
- ACLE2026/27出場
  - 第1枠：2025年J1リーグ優勝クラブ
  - 第2枠：2026年J1リーグ特別大会優勝クラブ
  - 第3枠：2025年J1リーグ2位クラブ
    - 上記3枠の中で重複がある場合は、2025年J1リーグ3位クラブが繰り上がり出場する。

- ACL2 2026/27出場
  - 第4枠：第105回天皇杯優勝クラブ
    - 上記の第1-3枠のクラブと重複する場合は、2025年J1リーグ3位クラブが繰り上がり出場する。

ACLE2025/26でJリーグクラブが優勝した場合、当該クラブが第1枠で出場、2025年J1リーグ優勝クラブおよび2026年J1リーグ特別大会優勝クラブが第2枠、第3枠に繰り下がり、2025年J1リーグ2位クラブは出場不可となる。

## 成績

### アジアクラブ選手権
1987年に古河電工が日本勢初優勝を果たし、翌88年に読売クラブが優勝して日本勢連覇を達成。その後長らくは決勝進出を果たせなかったものの、1999年に磐田が優勝しJリーグ発足後初の日本勢によるアジア制覇を達成。2002年まで行なわれたこの大会で日本勢は3度優勝を果たしている。

### AFCチャンピオンズリーグ
現行の大会になった2003年以降2006年まで出場したクラブはいずれもグループステージ突破とはならなかった。2007年は出場した浦和・川崎ともに決勝トーナメント出場を果たし、浦和はアジアクラブ選手権時代の1999年に磐田が優勝して以来となる、Jリーグ勢によるアジア制覇を成し遂げた。翌2008年は出場した3クラブ共に決勝トーナメント進出を果たし、G大阪が優勝してJリーグ勢連覇を達成。しかし、この年以降Jリーグ勢は名古屋（2009年）と柏（2013年）とG大阪（2015年）が準決勝まで勝ち上がったのが最高で、なかなか決勝進出を果たせなかった。2010年と2012年、2014年、2016年とACLが32チーム制になってからの偶数年はいずれもラウンド16で全クラブ敗退、2011年は全クラブがラウンド16進出を果たしながらベスト8止まりとなった。2017年には浦和がJリーグ勢として2008年のG大阪以来9年ぶりに決勝進出して優勝、翌2018年は鹿島が優勝してJリーグ勢2度目の連覇を果たした。2019年は浦和が2年ぶり3度目の決勝進出を果たし、Jリーグ勢が史上初3年連続決勝進出を果たす。しかし2013年と2018年は4クラブ中3クラブがグループステージ敗退、またグループステージで1勝も挙げられないチームが相次ぎ 、日本勢が決勝進出してもその他のクラブが早い段階での敗退を余儀なくされる等苦戦を強いられている。2020年、鹿島がJリーグ勢初のPO敗退となった。2022年、浦和が3年ぶり4度目の決勝進出を果たし優勝を達成した。Jリーグ勢としては2018年以来4年ぶりの優勝となった。

### AFCチャンピオンズリーグエリート
川崎が初の決勝進出したが、決勝で敗れ準優勝となった。Jリーグ勢が3年連続決勝進出を果たした形となった。

## 出場クラブと成績

### アジアクラブ選手権
| 年度    | リーグ優勝枠 | リーグ優勝枠 | 前回優勝枠 | 前回優勝枠 |
| 年度    | クラブ名     | 結果         | クラブ名   | 結果       |
| ------- | ------------ | ------------ | ---------- | ---------- |
| 1967    | 不参加       | 不参加       |            |            |
| 1969    | 東洋工業     | 3位          |            |            |
| 1970    | 不参加       | 不参加       |            |            |
| 1971    | 不参加       | 不参加       |            |            |
| 1985-86 | 読売クラブ   | 出場辞退     |            |            |
| 1986    | 古河電工     | 優勝         |            |            |
| 1987    | 読売クラブ   | 優勝         |            |            |
| 1988-89 | ヤマハ発動機 | GL敗退       |            |            |
| 1989-90 | 日産自動車   | 準優勝       |            |            |
| 1990-91 | 日産自動車   | 1次L敗退     |            |            |
| 1991    | 読売クラブ   | 途中棄権     |            |            |
| 1992-93 | V川崎        | 4位          |            |            |
| 1993-94 | V川崎        | 3位          |            |            |
| 1994-95 | V川崎        | GL敗退       |            |            |
| 1995    | V川崎        | GL敗退       |            |            |
| 1996-97 | 横浜M        | GL敗退       |            |            |
| 1997-98 | 鹿島         | GL敗退       |            |            |
| 1998-99 | 磐田         | 優勝         |            |            |
| 1999-00 | 鹿島         | GL敗退       | 磐田       | 準優勝     |
| 2000-01 | 磐田         | 準優勝       |            |            |
| 2001-02 | 鹿島         | GL敗退       |            |            |

### AFCチャンピオンズリーグ
| 2003    |        |          |        | 鹿島     | GL敗退 |          | 清水   | GL敗退   |        |          |  |  |  |  |  |
| 2004    | 横浜FM | GL敗退   | -      | -        | 磐田   | GL敗退   |        |          |        |          |  |  |  |  |  |
| 2005    | 横浜FM | GL敗退   | 磐田   | GL敗退   |        |          |        |          |        |          |  |  |  |  |  |
| 2006    | G大阪  | GL敗退   | 東京V  | GL敗退   |        |          |        |          |        |          |  |  |  |  |  |
| 2007    | 浦和   | 優勝     | -      | -        | 川崎   | ベスト8  |        |          |        |          |  |  |  |  |  |
| 2008    | 浦和   | ベスト4  | 鹿島   | ベスト8  | -      | -        | G大阪  | 優勝     |        |          |  |  |  |  |  |
| 2009    |        |          | 鹿島   | ベスト16 | G大阪  | ベスト16 | 川崎   | ベスト8  | 名古屋 | ベスト4  |  |  |  |  |  |
| 2010    | 鹿島   | ベスト16 | G大阪  | ベスト16 | 川崎   | GL敗退   | -      | -        | 広島   | GL敗退   |  |  |  |  |  |
| 2011    | 名古屋 | ベスト16 | 鹿島   | ベスト16 | G大阪  | ベスト16 | C大阪  | ベスト8  |        |          |  |  |  |  |  |
| 2012    | 柏     | ベスト16 | FC東京 | ベスト16 | 名古屋 | ベスト16 | G大阪  | GL敗退   |        |          |  |  |  |  |  |
| 2013    | 広島   | GL敗退   | 柏     | ベスト4  | 仙台   | GL敗退   | 浦和   | GL敗退   |        |          |  |  |  |  |  |
| 2014    | 広島   | ベスト16 | 横浜FM | GL敗退   | -      | -        | 川崎   | ベスト16 | C大阪  | ベスト16 |  |  |  |  |  |
| 2015    | G大阪  | ベスト4  | -      | -        | 浦和   | GL敗退   | 鹿島   | GL敗退   | 柏     | ベスト8  |  |  |  |  |  |
| 2016    | 広島   | GL敗退   | G大阪  | GL敗退   | -      | -        | 浦和   | ベスト16 | FC東京 | ベスト16 |  |  |  |  |  |
| 2017    | 鹿島   | ベスト16 | 浦和   | 優勝     | -      | -        | 川崎   | ベスト8  | G大阪  | GL敗退   |  |  |  |  |  |
| 2018    | 川崎   | GL敗退   | C大阪  | GL敗退   | 鹿島   | 優勝     | -      | -        | 柏     | GL敗退   |  |  |  |  |  |
| 2019    | 川崎   | GL敗退   | 浦和   | 準優勝   | 広島   | ベスト16 | 鹿島   | ベスト8  |        |          |  |  |  |  |  |
| 2020    | 横浜FM | ベスト16 | 神戸   | ベスト4  | FC東京 | ベスト16 | 鹿島   | PO敗退   |        |          |  |  |  |  |  |
| 2021    | 川崎   | ベスト16 | -      | -        | G大阪  | GL敗退   | 名古屋 | ベスト8  | C大阪  | ベスト16 |  |  |  |  |  |
| 2022    | 川崎   | GL敗退   | 浦和   | 優勝     | 横浜FM | ベスト16 | 神戸   | ベスト8  |        |          |  |  |  |  |  |
| 2023/24 | 浦和   | GL敗退   | 横浜FM | 準優勝   | 甲府   | ベスト16 | 川崎   | ベスト16 | -      | -        |  |  |  |  |  |

日本からは通常、リーグ優勝枠が第1代表、天皇杯優勝枠が第2代表、リーグ2位枠が第3代表、リーグ3位枠が第4代表となる（2021年大会以降は前回優勝枠がリーグ3位枠より優先され第4代表となる）。リーグ枠・天皇杯枠の重複によっては代表順が繰り上がる。

### AFCチャンピオンズリーグエリート/AFCチャンピオンズリーグ2
| 年度    | ACLE       | ACLE       | ACLE     | ACLE         | ACLE         | ACLE | ACLE         | ACLE         | ACLE     | ACLE        | ACLE        | ACLE | ACLE       | ACLE       | ACLE     | ACLE       | ACLE       |             | ACL2         | ACL2         | ACL2       | ACL2       | ACL2       | ACL2       | ACL2       | ACL2       |
| 年度    | ACLE優勝枠 | ACLE優勝枠 |          | リーグ優勝枠 | リーグ優勝枠 |      | 天皇杯優勝枠 | 天皇杯優勝枠 |          | リーグ2位枠 | リーグ2位枠 |      | ACL2優勝枠 | ACL2優勝枠 |          | 繰り上げ枠 | 繰り上げ枠 | リーグ3位枠 | リーグ3位枠  |              | ACL2優勝枠 | ACL2優勝枠 |            | 繰り上げ枠 | 繰り上げ枠 |            |
| 年度    | クラブ名   | 結果       | クラブ名 | 結果         | クラブ名     | 結果 | クラブ名     | 結果         | クラブ名 | 結果        | クラブ名    | 結果 | クラブ名   | 結果       | クラブ名 | 結果       | クラブ名   | 結果        |              |              |            |            |            |            |            |            |
| ------- | ---------- | ---------- | -------- | ------------ | ------------ | ---- | ------------ | ------------ | -------- | ----------- | ----------- | ---- | ---------- | ---------- | -------- | ---------- | ---------- | ----------- | ------------ | ------------ | ---------- | ---------- | ---------- | ---------- | ---------- | ---------- |
| 2024/25 |            |            |          | 神戸         | ベスト16     |      | 川崎         | 準優勝       |          | 横浜FM      | ベスト8     |      |            |            |          |            |            |             | 広島         | ベスト8      |            |            |            |            |            |            |
| 年度    | ACLE優勝枠 | ACLE優勝枠 |          | リーグ優勝枠 | リーグ優勝枠 |      | リーグ2位枠  | リーグ2位枠  |          | リーグ3位枠 | リーグ3位枠 |      | ACL2優勝枠 | ACL2優勝枠 |          | 繰り上げ枠 | 繰り上げ枠 |             | 天皇杯優勝枠 | 天皇杯優勝枠 |            | ACGL優勝枠 | ACGL優勝枠 |            | 繰り上げ枠 | 繰り上げ枠 |
| 年度    | クラブ名   | 結果       | クラブ名 | 結果         | クラブ名     | 結果 | クラブ名     | 結果         | クラブ名 | 結果        | クラブ名    | 結果 | クラブ名   | 結果       | クラブ名 | 結果       | クラブ名   | 結果        |              |              |            |            |            |            |            |            |
| 2025/26 |            |            |          | 神戸         |              |      | 広島         |              |          | 町田        |             |      |            |            |          |            |            |             | -            | -            |            |            |            |            | G大阪      |            |

## 日本のクラブ別成績

### ACC, ACL, ACLE
2025年5月3日現在
| クラブ名                       | 出場 | 優勝 | 準優 | 3位 | 4強 | 8強 | 16強 | LS/GS | PO |
| ------------------------------ | ---- | ---- | ---- | --- | --- | --- | ---- | ----- | -- |
| 浦和レッズ                     | 9    | 3    | 1    | 0   | 1   | 0   | 1    | 3     | 0  |
| ジュビロ磐田（ヤマハ発動機）   | 6    | 1    | 2    | 0   | 0   | 0   | 0    | 3     | 0  |
| 東京ヴェルディ（読売クラブ）   | 8    | 1    | 0    | 1   | 1   | 0   | 0    | 3     | 0  |
| ガンバ大阪                     | 10   | 1    | 0    | 0   | 1   | 0   | 3    | 5     | 0  |
| 鹿島アントラーズ               | 13   | 1    | 0    | 0   | 0   | 2   | 4    | 5     | 1  |
| 古河電工                       | 1    | 1    | 0    | 0   | 0   | 0   | 0    | 0     | 0  |
| 横浜F・マリノス（日産自動車）  | 10   | 0    | 2    | 0   | 0   | 1   | 2    | 5     | 0  |
| 川崎フロンターレ               | 11   | 0    | 1    | 0   | 0   | 3   | 3    | 4     | 0  |
| サンフレッチェ広島（東洋工業） | 6    | 0    | 0    | 1   | 0   | 0   | 2    | 3     | 0  |
| 名古屋グランパス               | 4    | 0    | 0    | 0   | 1   | 1   | 2    | 0     | 0  |
| 柏レイソル                     | 4    | 0    | 0    | 0   | 1   | 1   | 1    | 1     | 0  |
| ヴィッセル神戸                 | 3    | 0    | 0    | 0   | 1   | 1   | 1    | 0     | 0  |
| セレッソ大阪                   | 4    | 0    | 0    | 0   | 0   | 1   | 2    | 1     | 0  |
| FC東京                         | 3    | 0    | 0    | 0   | 0   | 0   | 3    | 0     | 0  |
| ヴァンフォーレ甲府             | 1    | 0    | 0    | 0   | 0   | 0   | 1    | 0     | 0  |
| 清水エスパルス                 | 1    | 0    | 0    | 0   | 0   | 0   | 0    | 1     | 0  |
| ベガルタ仙台                   | 1    | 0    | 0    | 0   | 0   | 0   | 0    | 1     | 0  |

### ACL2
2025年3月12日現在
| クラブ名           | 出場 | 優勝 | 準優 | 4強 | 8強 | 16強 | GS | PO |
| ------------------ | ---- | ---- | ---- | --- | --- | ---- | -- | -- |
| サンフレッチェ広島 | 1    | 0    | 0    | 0   | 1   | 0    | 0  | 0  |